# Arrondissement Cherbourg
Das Arrondissement Cherbourg ist eine Verwaltungseinheit im französischen Département Manche innerhalb der Region Normandie. Hauptort (Sitz der Unterpräfektur) ist Cherbourg-en-Cotentin.

## Wahlkreise
Im Arrondissement liegen zwölf Wahlkreise (Kantone):
- Kanton Bricquebec-en-Cotentin
- Kanton Carentan-les-Marais (mit 14 von 28 Gemeinden)
- Kanton Cherbourg-en-Cotentin-1
- Kanton Cherbourg-en-Cotentin-2
- Kanton Cherbourg-en-Cotentin-3
- Kanton Cherbourg-en-Cotentin-4
- Kanton Cherbourg-en-Cotentin-5
- Kanton Créances (mit 2 von 20 Gemeinden)
- Kanton La Hague
- Kanton Les Pieux
- Kanton Valognes
- Kanton Val-de-Saire

## Gemeinden
Die Gemeinden des Arrondissements Cherbourg sind:
| 1. Anneville-en-Saire (50013)           | 2. Audouville-la-Hubert (50021)           | 3. Aumeville-Lestre (50022)            | 4. Azeville (50026)                            |
| 5. Barfleur (50030)                     | 6. Barneville-Carteret (50031)            | 7. Baubigny (50033)                    | 8. Benoîtville (50045)                         |
| 9. Besneville (50049)                   | 10. Beuzeville-la-Bastille (50052)        | 11. Biniville (50055)                  | 12. Blosville (50059)                          |
| 13. La Bonneville (50064)               | 14. Boutteville (50070)                   | 15. Bretteville (50077)                | 16. Breuville (50079)                          |
| 17. Bricquebec-en-Cotentin (50082)      | 18. Bricquebosq (50083)                   | 19. Brillevast (50086)                 | 20. Brix (50087)                               |
| 21. Canteloup (50096)                   | 22. Canville-la-Rocque (50097)            | 23. Carneville (50101)                 | 24. Catteville (50105)                         |
| 25. Cherbourg-en-Cotentin (50129)       | 26. Clitourps (50135)                     | 27. Colomby (50138)                    | 28. Couville (50149)                           |
| 29. Crasville (50150)                   | 30. Crosville-sur-Douve (50156)           | 31. Digosville (50162)                 | 32. Écausseville (50169)                       |
| 33. Émondeville (50172)                 | 34. Éroudeville (50175)                   | 35. L’Étang-Bertrand (50176)           | 36. Étienville (50177)                         |
| 37. Fermanville (50178)                 | 38. Fierville-les-Mines (50183)           | 39. Flamanville (50184)                | 40. Flottemanville (50186)                     |
| 41. Fontenay-sur-Mer (50190)            | 42. Fresville (50194)                     | 43. Gatteville-le-Phare (50196)        | 44. Golleville (50207)                         |
| 45. Gonneville-Le Theil (50209)         | 46. Grosville (50222)                     | 47. La Hague (Manche) (50041)          | 48. Le Ham (50227)                             |
| 49. Hardinvast (50230)                  | 50. Hautteville-Bocage (50233)            | 51. La Haye-d’Ectot (50235)            | 52. Héauville (50238)                          |
| 53. Helleville (50240)                  | 54. Hémevez (50241)                       | 55. Hiesville (50246)                  | 56. Huberville (50251)                         |
| 57. Joganville (50258)                  | 58. Lestre (50268)                        | 59. Liesville-sur-Douve (50269)        | 60. Lieusaint (50270)                          |
| 61. Magneville (50285)                  | 62. Martinvast (50294)                    | 63. Maupertus-sur-Mer (50296)          | 64. Le Mesnil (50299)                          |
| 65. Le Mesnil-au-Val (50305)            | 66. Les Moitiers-d’Allonne (50332)        | 67. Montaigu-la-Brisette (50335)       | 68. Montebourg (50341)                         |
| 69. Montfarville (50342)                | 70. Morsalines (Commune déléguée) (50358) | 71. Morville (50360)                   | 72. Négreville (50369)                         |
| 73. Néhou (50370)                       | 74. Neuville-au-Plain (50373)             | 75. Neuville-en-Beaumont (50374)       | 76. Nouainville (50382)                        |
| 77. Octeville-l’Avenel (50384)          | 78. Orglandes (50387)                     | 79. Ozeville (50390)                   | 80. La Pernelle (50395)                        |
| 81. Picauville (50400)                  | 82. Pierreville (50401)                   | 83. Les Pieux (50402)                  | 84. Port-Bail-sur-Mer (50412)                  |
| 85. Quettehou (50417)                   | 88. Quinéville (50421)                    | 87. Rauville-la-Bigot (50425)          | 88. Rauville-la-Place (50426)                  |
| 89. Reigneville-Bocage (50430)          | 90. Réville (50433)                       | 91. Rocheville (50435)                 | 92. Le Rozel (50442)                           |
| 93. Saint-Christophe-du-Foc (50454)     | 94. Saint-Cyr (50461)                     | 95. Saint-Floxel (50467)               | 96. Saint-Georges-de-la-Rivière (50471)        |
| 97. Saint-Germain-de-Tournebut (50478)  | 98. Saint-Germain-de-Varreville (50479)   | 99. Saint-Germain-le-Gaillard (50480)  | 100. Saint-Jacques-de-Néhou (50486)            |
| 101. Saint-Jean-de-la-Rivière (50490)   | 102. Saint-Joseph (50498)                 | 103. Saint-Marcouf (50507)             | 104. Saint-Martin-d’Audouville (50511)         |
| 105. Saint-Martin-de-Varreville (50517) | 106. Saint-Martin-le-Gréard (50519)       | 107. Saint-Maurice-en-Cotentin (50522) | 108. Saint-Pierre-d’Arthéglise (50536)         |
| 109. Saint-Pierre-Église (50539)        | 110. Saint-Sauveur-le-Vicomte (50551)     | 111. Saint-Vaast-la-Hougue (50562)     | 112. Sainte-Colombe (50457)                    |
| 113. Sainte-Geneviève (50469)           | 114. Sainte-Marie-du-Mont (50509)         | 115. Sainte-Mère-Église (50523)        | 116. Saussemesnil (50567)                      |
| 117. Sébeville (50571)                  | 118. Sénoville (50572)                    | 119. Sideville (50575)                 | 120. Siouville-Hague (50576)                   |
| 121. Sortosville (50578)                | 122. Sortosville-en-Beaumont (50577)      | 123. Sottevast (50579)                 | 124. Sotteville (50580)                        |
| 125. Surtainville (50585)               | 126. Taillepied (50587)                   | 127. Tamerville (50588)                | 128. Teurthéville-Bocage (50593)               |
| 129. Teurthéville-Hague (50594)         | 130. Théville (50596)                     | 131. Tocqueville (50598)               | 132. Tollevast (50599)                         |
| 133. Tréauville (50604)                 | 134. Turqueville (50609)                  | 135. Urville (50610)                   | 136. Valcanville (50613)                       |
| 137. Valognes (50615)                   | 138. Varouville (50618)                   | 139. Le Vast (50619)                   | 140. Vaudreville (50621)                       |
| 141. Le Vicel (50633)                   | 142. Vicq-sur-Mer (50142)                 | 143. Videcosville (50634)              | 144. Vierville neu Carentan-les-Marais (50636) |
| 145. Virandeville (50643)               | 146. Yvetot-Bocage (50648)                |                                        |                                                |

## Neuordnung der Arrondissements 2017

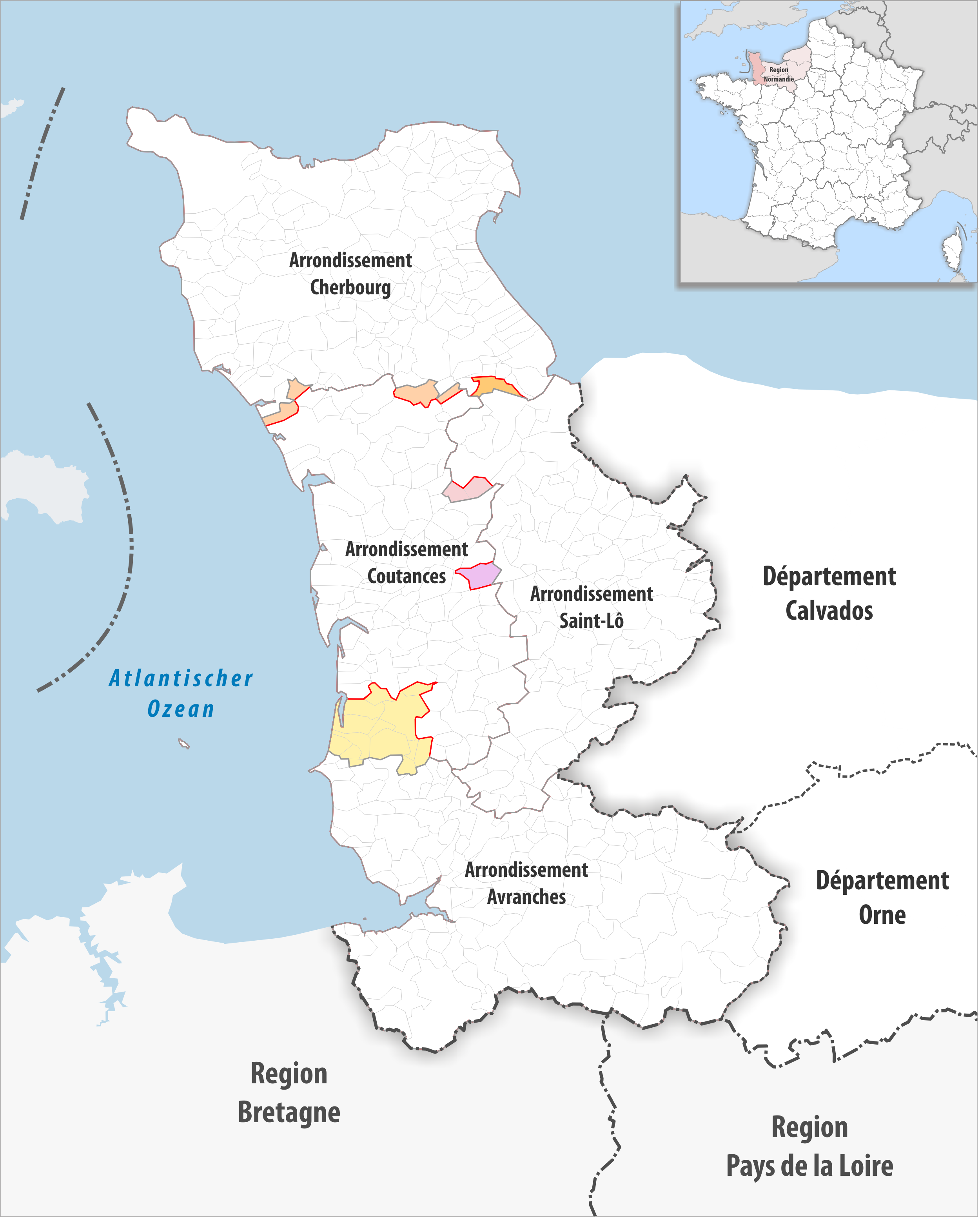
Arrondissementsanpassungen im Jahr 2017

Durch die Neuordnung der Arrondissements im Jahr 2017 wurde die Fläche der zwei Gemeinden Canville-la-Rocque und Denneville sowie die Fläche der drei ehemaligen Gemeinden Cretteville, Houtteville und Vindefontaine vom Arrondissement Coutances dem Arrondissement Cherbourg zugewiesen. Die Fläche der zwei ehemaligen Gemeinden Angoville-au-Plain und Houesville kamen vom Arrondissement Cherbourg zum Arrondissement Saint-Lô.

## Ehemalige Gemeinden
bis 2015:
Amfreville, Angoville-au-Plain, Beuzeville-au-Plain, Bricquebec, Chef-du-Pont, Cherbourg-Octeville, Cosqueville, Écoquenéauville, Équeurdreville-Hainneville, Foucarville, La Glacerie, Gonneville, Gouberville, Gourbesville, Houesville, Néville-sur-Mer, Les Perques, Querqueville, Quettetot, Réthoville, Saint-Martin-le-Hébert, Le Theil, Tourlaville, Le Valdécie, Le Vrétot
bis 2016:
Acqueville, Auderville, Beaumont-Hague, Biville, Branville-Hague, Digulleville, Éculleville, Flottemanville-Hague, Gréville-Hague, Herqueville,  Jobourg, Les Moitiers-en-Bauptois, Omonville-la-Petite, Omonville-la-Rogue, Saint-Germain-des-Vaux, Sainte-Croix-Hague, Tonneville, Urville-Nacqueville, Vasteville, Vauville
bis 2018:
Brucheville, Carquebut, Denneville, Morsalines, Portbail, Quettehou, Ravenoville, Saint-Lô-d’Ourville